# Ulica Konińska w Turku
Ulica Konińska – jedna z najważniejszych i najruchliwszych arterii komunikacyjnych Turku. Ciągnie się od granicy miasta aż do Ronda Romana Dmowskiego. Ma około 1,5 km długości, w całym swym przebiegu znajduje się w ciągu drogi krajowej nr 72.

## Obiekty
- Urząd Skarbowy
- Dom Dziecka
- ogródki działkowe "Źródełko"
- centrum handlowe "Bocian"